# Josephine Wiesenthal
Josephine Wiesenthal war eine österreichische Tischtennisspielerin, die in der aktiven Zeit in den 1920er Jahren zu Österreichs besten Spielerinnen zählte.

## Werdegang
Außer den sportlichen Aktivitäten ist fast nichts über Josephine Wiesenthals Leben bekannt. 
Erste Erfolge stellten sich Mitte der 1920er Jahre ein. In Berlin trat sie bei den German Open an und siegte 1925/26 im Einzel sowie ein Jahr später im Doppel mit Gertrude Wildam. 1928 gewann sie in Wien bei den Internationalen Österreichischen Meisterschaften das Doppel mit Fanchette Flamm und das Mixed mit Hans Löwy. Bei den nationalen österreichischen Meisterschaften holte sie 1928 Gold im Mixed mit Hans Löwy sowie Silber im Einzel. Dazu kommt eine weitere Silbermedaille 1929 im Mixed mit Alfred Liebster.